# Rhorus tristis
Rhorus tristis là một loài tò vò trong họ Ichneumonidae.